# Вулиця Грузиненка (Черкаси)
Вулиця Грузине́нка — вулиця в Черкасах, яка розташована в мікрорайоні Соснівка.

## Розташування
Починається разом вулиці Геронимівської до вулиці Менделєєва, перетинаючи лише вулиці Соснівську та Золотоніську.

## Опис
Вулиця вузька, придатна для руху лише в один бік.

## Походження назви
Вулиця відома з 1914 року як Торгова. Після війни її перейменували на честь Андрія Олександровича Жданова[джерело?], радянського державного діяча, а з 1989 року — на честь Андрія Грузиненка, учасника Другої Світової війни, родом з Дахнівки.

## Будівлі
По вулиці розташовуються Черкаська обласна стоматологічна поліклініка та Відділ медичного забезпечення МВС.

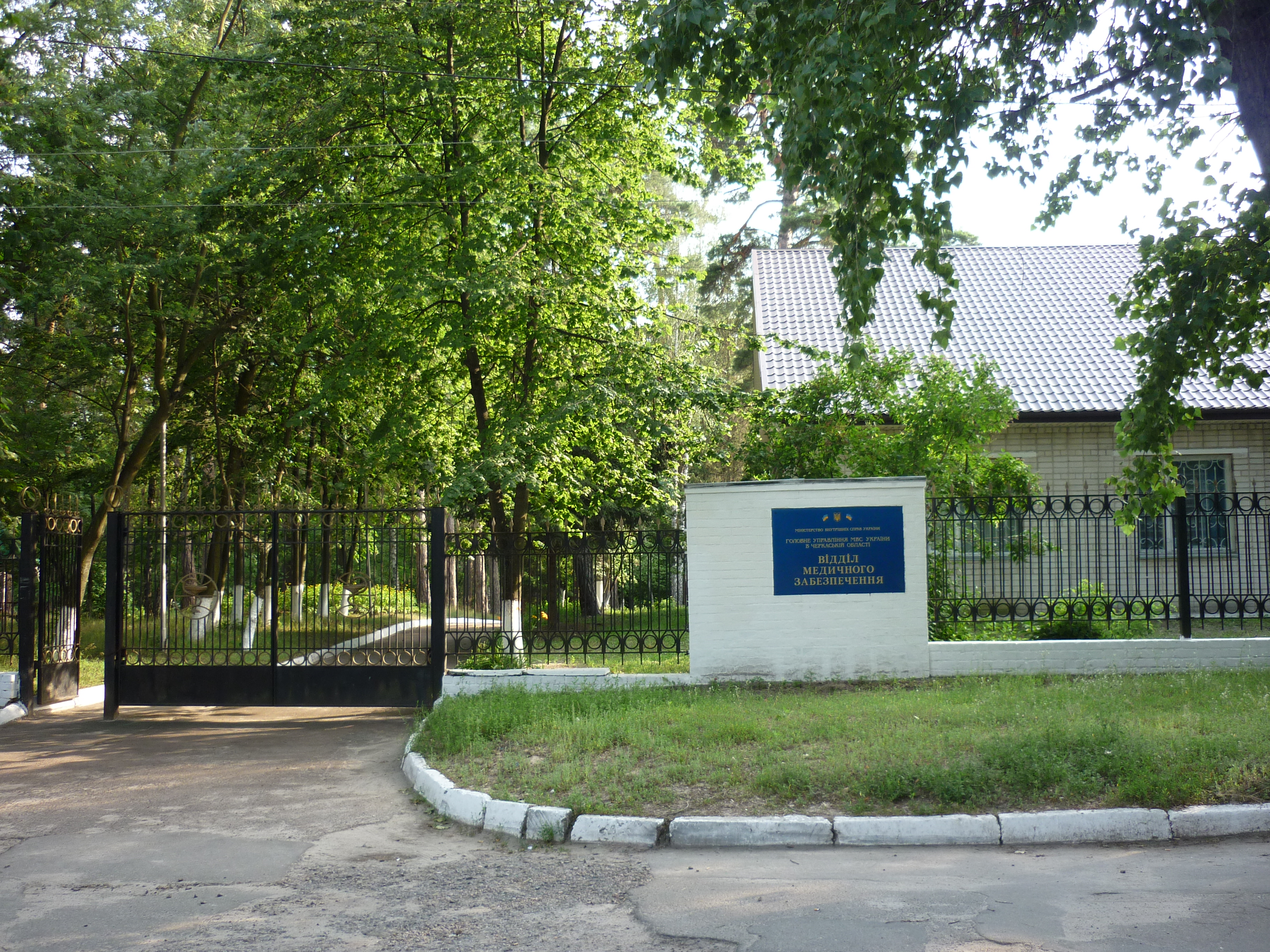
Відділ медичного забезпечення МВС
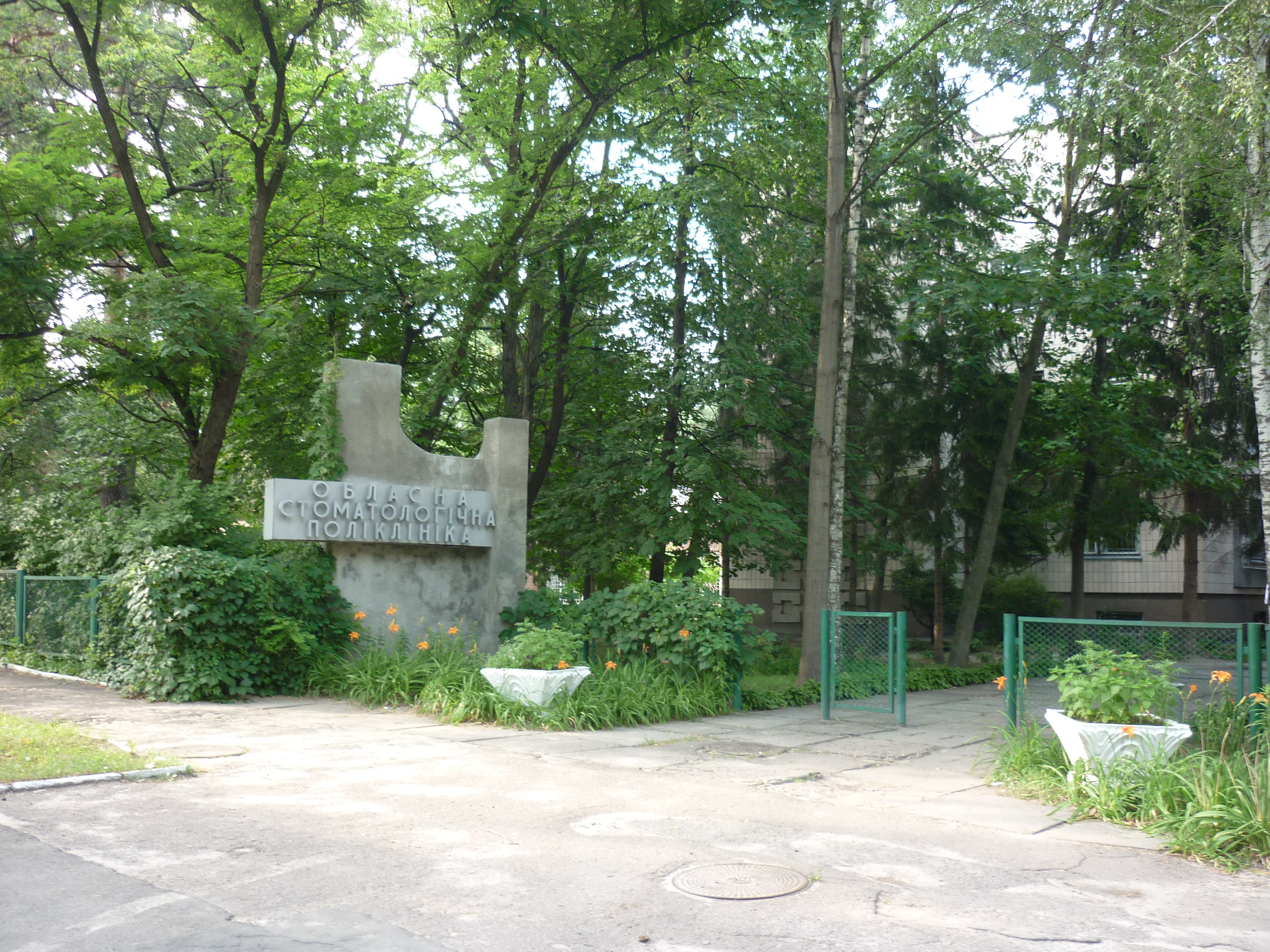
Обласна стоматологічна поліклініка (вхід)
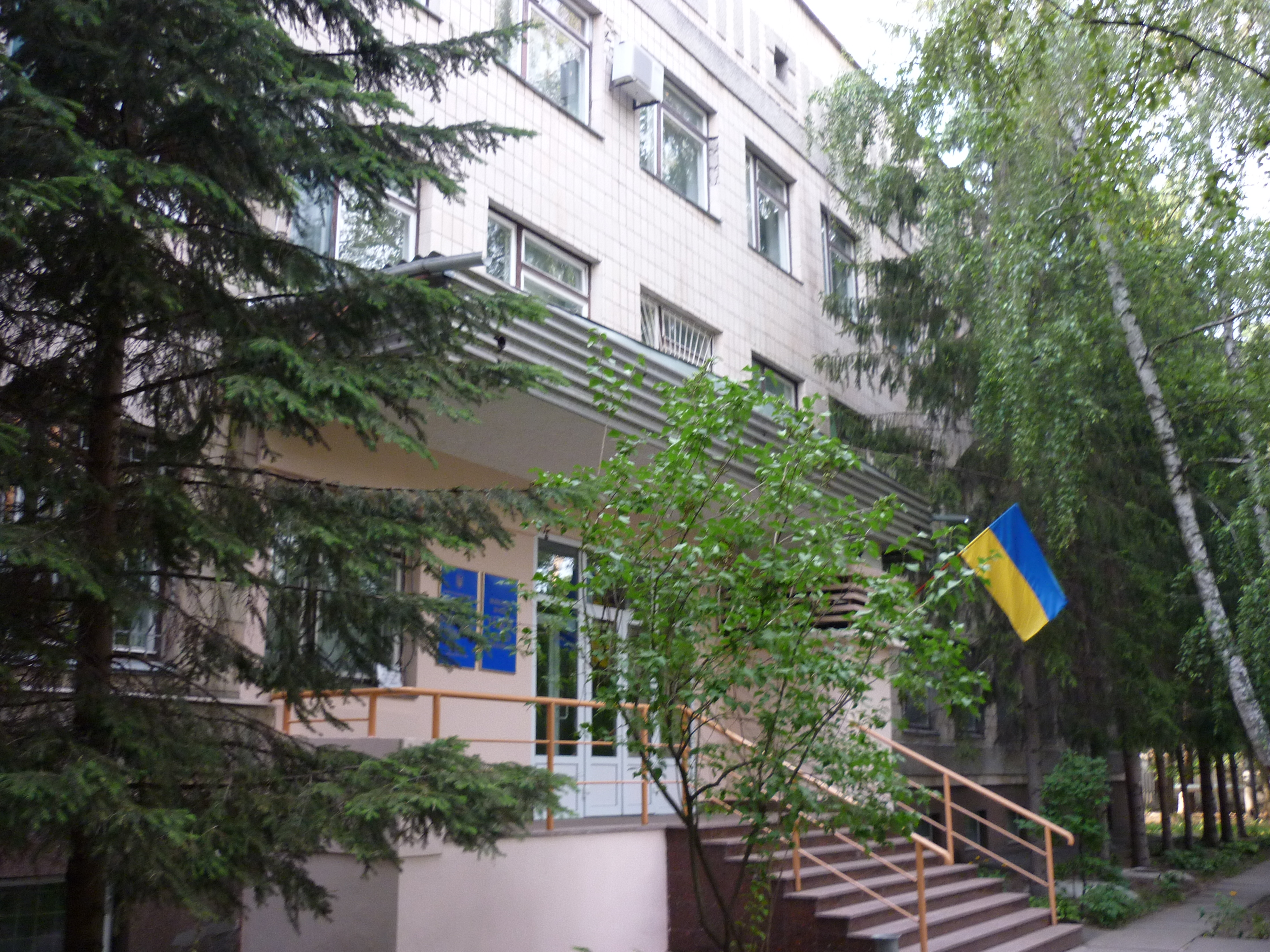
Обласна стоматологічна поліклініка (будівля)